# Wy-dit-Joli-Village
Wy-dit-Joli-Village è un comune francese di 337 abitanti situato nel dipartimento della Val-d'Oise nella regione dell'Île-de-France.

## Società

### Evoluzione demografica
Abitanti censiti